# Alain Bihr
Alain Bihr (29 de julio de 1950) es un sociólogo francés que se identifica como comunista libertario.

## Biografía
Comenzó su carrera en la enseñanza como profesor de filosofía en secundaria. Posteriormente sostuvo exitosamente su tesis doctoral y fue nombrado maître de conférences en sociología en la Université de Haute-Alsace. El 1 de febrero de 2002, la section 19 del Conseil National des Universités le calificó para las funciones de profesor de universidades. Fue nombrado professeur des universités en la Université de Franche-Comté y, como investigador, se integró como miembro del Laborarorio de Sociología y Antropología también en la Universidad de Franche-Comté (LASA-UFC).
Es autor de numerosos trabajos sobre el socialismo y sobre el movimiento obrero. Además, es uno de los cofundadores y redactores de la revista À Contre Courant. Alain Bihr escribió en particular varias obras polémicas durante los años 1980 y también es conocido por sus trabajos sobre la extrema derecha francesa (en particular sobre el llamado Front National) y sobre el negacionismo (dirigió un importante colectivo titulado Négationnistes : Les Chiffonniers de l'histoire, 1997). Sus últimos trabajos principalmente versaron sobre el capitalismo.
Continuadamente se identificó con el comunismo libertario, aunque siempre estuvo muy influenciado por el pensamiento marxista. Por ejemplo, afirmaba que « c'est sous la forme capitaliste de propriété que se réalisent la domination et l’exploitation du travail salarié » (en español: « Es bajo la forma del capitalismo de propiedad como se realiza la dominación y la explotación del trabajo asalariado »). Constatando que « le "Communisme" est devenu pire qu’un non-sens : un repoussoir » (en español: « el "comunismo" se ha vuelto peor que un nonsense (sin sentido): un encerramiento »), pretendió recorrer el camino inverso: « C’est donc résolument à contre-courant que je défendrai ici l’actualité du communisme. Non pas par goût du paradoxe ou de la provocation, mais par conviction » (en español: « Con total resolución defenderé aquí la actualidad del comunismo; y no por gusto a la paradoja o a la provocación, sino por convicción »).

## Publicaciones
- L'Économique fétiche: Fragment d'une théorie de la praxis capitaliste, París, Le Sycomore, « Arguments critiques », 1979, ISBN 978-2-86262-040-4.

- Coautor con Mahmoud Mawid, Jean Marie Heinrich, La Néo-social-démocratie ou le Capitalisme autogéré, París, Le Sycomore, 1980, ISBN 978-2-86262-044-2.

- Les Métamorphoses du socialisme, Strasbourg, 1986, ISBN 978-2-9501211-0-3 y 2950121101.

- La Farce tranquille : normalisation à la française, París, Spartacus, 1986, ISBN 978-2-902963-18-8 y 2902963181.

- Entre bourgeoisie et prolétariat : l'encadrement capitaliste, Paris, Editions L'Harmattan, 1989, ISBN 978-2-7384-0344-5,  2296174787, y 9782296174788 (texto en línea).

- Du grand soir à l'alternative: Le mouvement ouvrier européen en crise, prefacio de Pierre Fougeyrollas, París, Les Éditions ouvrières, 1991, ISBN 978-2-7082-2877-1 y 2708228773 (versión de la tesis de doctorado de Alain Bihr, texto en línea).

- Pour en finir avec le Front national, prefacio de Gilles Perrault, París, éditions Syros, « Pour débattre », 1992, ISBN 978-2-86738-853-8 y 2867388538.

- Philosophie : bac G, F et H, París, Foucher, « Plein pot », 1992, ISBN 978-2-216-01634-1.

- Coautor con Roland Pfefferkorn, Déchiffrer les inégalités, París, Syros, « Alternatives économiques », 1995, ISBN 978-2-84146-093-9.

- Coautor con Roland Pfefferkorn, Hommes - femmes, l'introuvable égalité : École, travail, couple, espace public, París, éditions de l'Atelier, éditions Ouvrières, « Points d’appui », 1996, ISBN 978-2-7082-3235-8.

- Négationnistes : les chiffonniers de l’histoire, Villeurbanne-Paris, éditions Golias-Syllepse, « Mauvais temps & Classiques du silence », 1997, ISBN 978-2-907993-46-3.

- Le spectre de l'extrême droite : les Français dans le miroir du Front national, París, éditions de l'Atelier, éditions Ouvrières, 1998, ISBN 978-2-7082-3350-8 y 2708233505 (texto en línea).

- Le crépuscule des États-nations: Transnationalisation et crispations nationalistes, Lausanne, éditions Page deux, 2000, ISBN 978-2-940189-18-2 y 2940189188 (comentario 'Le Monde diplomatique').

- La reproduction du capital-Prolégomènes à une théorie générale du capitalisme, 2 tomos, Lausanne, éditions Page deux, 2001, ISBN 978-2-940189-22-9 y 2940189226.

- Colaboración con Pierre Tevanian, Le racisme républicain: Réflexions sur le modèle français de discrimination, París, L'Esprit frappeur, 2002, ISBN 978-2-84405-181-3.

- La Bourse ou la vie ! : Contre les fonds de pension, prefacio de Étienne Deschamps, París, éditions CNT, 2003, ISBN 978-2-9516163-4-9 y 2951616341.

- La préhistoire du capital: Le devenir-monde du capitalisme, vol. 1, Lausanne, éditions Page deux, 2006, ISBN 978-2-940189-36-6 y 2940189366.

- La Novlangue néolibérale, la rhétorique du fétichisme capitaliste, Lausanne, Éditions Page deux, 2007, ISBN 978-2-940189-39-7 (texto en línea Archivado el 5 de marzo de 2016 en Wayback Machine.).

- Coautor con Roland Pfefferkorn, Le Système des inégalités, París, La Découverte, 2008, ISBN 978-2-7071-5220-6 y 270715220X.

- La Logique méconnue du « Capital », Lausanne, éditions Page deux, 2010, ISBN 978-2-940189-44-1.

- Les rapports sociaux de classes, Lausanne, éditions Page deux, 2012, ISBN 978-2-940189-49-6 y 2940189498.